# Gephyromantis tschenki
Gephyromantis tschenki is een kikker uit de familie gouden kikkers (Mantellidae). De soort werd voor het eerst wetenschappelijk beschreven door Frank Glaw en Miguel Vences in 2001. De soort behoort tot het geslacht Gephyromantis. De soortaanduiding tschenki is een eerbetoon aan Michael Tschenk.

## Leefgebied
De kikker is endemisch in Madagaskar. De soort komt voor in het zuidoosten van het eiland en leeft in de subtropische bossen van Madagaskar op een hoogte van 600 tot 1200 meter boven zeeniveau. De soort komt ook voor in nationaal park Ranomafana.

## Beschrijving
De soort is beschreven op basis van vier mannelijke exemplaren hadden een lengte tussen de 34,7 en 36,2 millimeter. De rug is donkerbruin met aan de zijkanten een gele streep.

## Synoniemen
- Mantidactylus tschenki Glaw & Vences, 2001